# Alexandre Conty
Alexandre Conty (Abilly, 3 de maio de 1864 — 1 de junho de 1947) foi um diplomata francês.
Conty foi embaixador no Brasil nas primeiras décadas do século XX. Escreveu na ocasião uma peça teatral dramática em três atos, inspirada no romance Bugrinha, de Afrânio Peixoto. Em 1923, após a exposição no pavilhão francês, o governo francês doou à Academia Brasileira de Letras, quando dela era presidente Afrânio Peixoto, o prédio edificado à semelhança de Versalhes, chamado Petit Trianon, com todos os bens ali expostos; coube a Conty efetivar a doação, ocorrida durante o governo de Alexandre Millerand.